# Hoyeon Jung
Hoyeon Jung (en hangul, 정호연) (Seúl, 23 de junio de 1994), también conocida como Jung HoYeon, es una modelo y actriz surcoreana. Comenzó su trayectoria como una modelo independiente en 2010, desfilando en los desfiles de la Semana de la Moda de Seúl durante dos años. En 2013, compitió en la cuarta temporada de Next Top Model de Corea y quedó en segundo lugar. En 2016, Jung firmó con The Society Management y dejó Corea del Sur para seguir una trayectoria en el extranjero. Se hizo conocida por su cabello rojo "ardiente" después de hacer su debut en la pasarela internacional durante la Semana de la Moda de Nueva York. Ella era una Louis Vuitton exclusiva en 2016 y se convirtió en embajadora mundial de la marca en 2021.
En 2020, Jung firmó un contrato con Saram Entertainment como actriz. Hizo su debut televisivo en 2021, protagonizando la serie El juego del calamar de Netflix como la desertora norcoreana Kang Sae-byeok, que atrajo su atención mundial y elogios de la crítica como la estrella emergente del programa. Por su papel en el programa, ganó el Premio del Sindicato de Actores de la Pantalla a la Actuación Destacada de una Actriz en una Serie Dramática.

## Primeros años
Jung Ho-yeon nació el 23 de junio de 1994 en Myeonmok-dong, Seúl, Corea del Sur, y tiene dos hermanos. Se graduó de la Universidad de Mujeres de Dongduk, donde se especializó en modelaje.

## Trayectoria

### Modelaje
Jung comenzó a tomar clases de modelaje a los 15 años y comenzó como modelo independiente en 2010 a los 16 años, participando en desfiles de la Semana de la Moda de Seúl sin una agencia durante dos años. Mientras trabajaba como autónoma, audicionó para la segunda temporada de la serie de competencia de telerrealidad OnStyle, Korea's Next Top Model, pero renunció después de llegar al top 30. Firmó con ESteem Models en 2012 y se tiñó el cabello de un color rojo "ardiente", que se convirtió en su look característico. Luego pasó a competir en la cuarta temporada de Korea's Next Top Model en 2013, donde, después de ser eliminada en el segundo episodio y regresar en el quinto episodio, quedó en segundo lugar. Después de Next Top Model de Corea, apareció en revistas como Vogue Girl Korea, Nylon Korea y ELLE Wedding. También apareció en una publicación de la revista First Look Korea con Shin Hyun-ji y Hwang Hyun-joo, y en una campaña para Lucky Chouette, antes de firmar con The Society Management y dejar Corea del Sur en 2016 para seguir una carrera en el extranjero.
Debutó internacionalmente como exclusiva de Louis Vuitton en septiembre de 2016, en el desfile de primavera de 2017 de la Ceremonia de apertura en el New York Fashion Week. Fue seleccionada para ser exclusiva de Alexander Wang esa misma temporada, pero fue cancelada. Esa temporada, también desfiló para Marc Jacobs, Fendi, Max Mara, Alberta Ferretti y Rag & Bone. Ha desfilado en la pasarela de Jeremy Scott, Tory Burch, Topshop Unique, Lanvin, Dolce & Gabbana, Missoni, Bottega Veneta, Emilio Pucci, Chanel, Miu Miu, Giambattista Valli, Prabal Gurung, Jason Wu, H&M, Jacquemus, Burberry, Acne Studios, Roberto Cavalli, Diesel Black Gold, Versus (Versace), Narciso Rodríguez, Paco Rabanne, Schiaparelli, DSquared2, Blumarine, Dundas, Zadig & Voltaire, Tod's y Etro y Gabriela Hearst.
Ha aparecido en anuncios de Sephora "Let's Beauty Together", Chanel, Gap, Inc., Hermès y Louis Vuitton. Como embajadora mundial de la marca Louis Vuitton, modelará su moda, joyas y relojes.
Jung ha aparecido en la portada de Vogue Japan, Vogue Korea, W Korea y Harper's Bazaar Korea, además de aparecer en editoriales de Vogue, British Vogue, Dazed, Love magazín, CR Fashion Book y en el brillo. En 2017, Models.com la seleccionó como nominada como "Mejor recién llegada" y "Modelo del año", respectivamente.
En octubre de 2021, Jung fue seleccionada como embajadora global de Louis Vuitton, la marca con la que debutó. Ese mismo mes, se asoció con Adidas Originals para su campaña Adicolor. Apareció en la portada de la edición de febrero de 2022 de Vogue, lo que la convirtió en la primera estrella de portada coreana en solitario de la revista. En 2022, se convirtió en uno de los rostros del N°1 de Chanel.

### Actuación

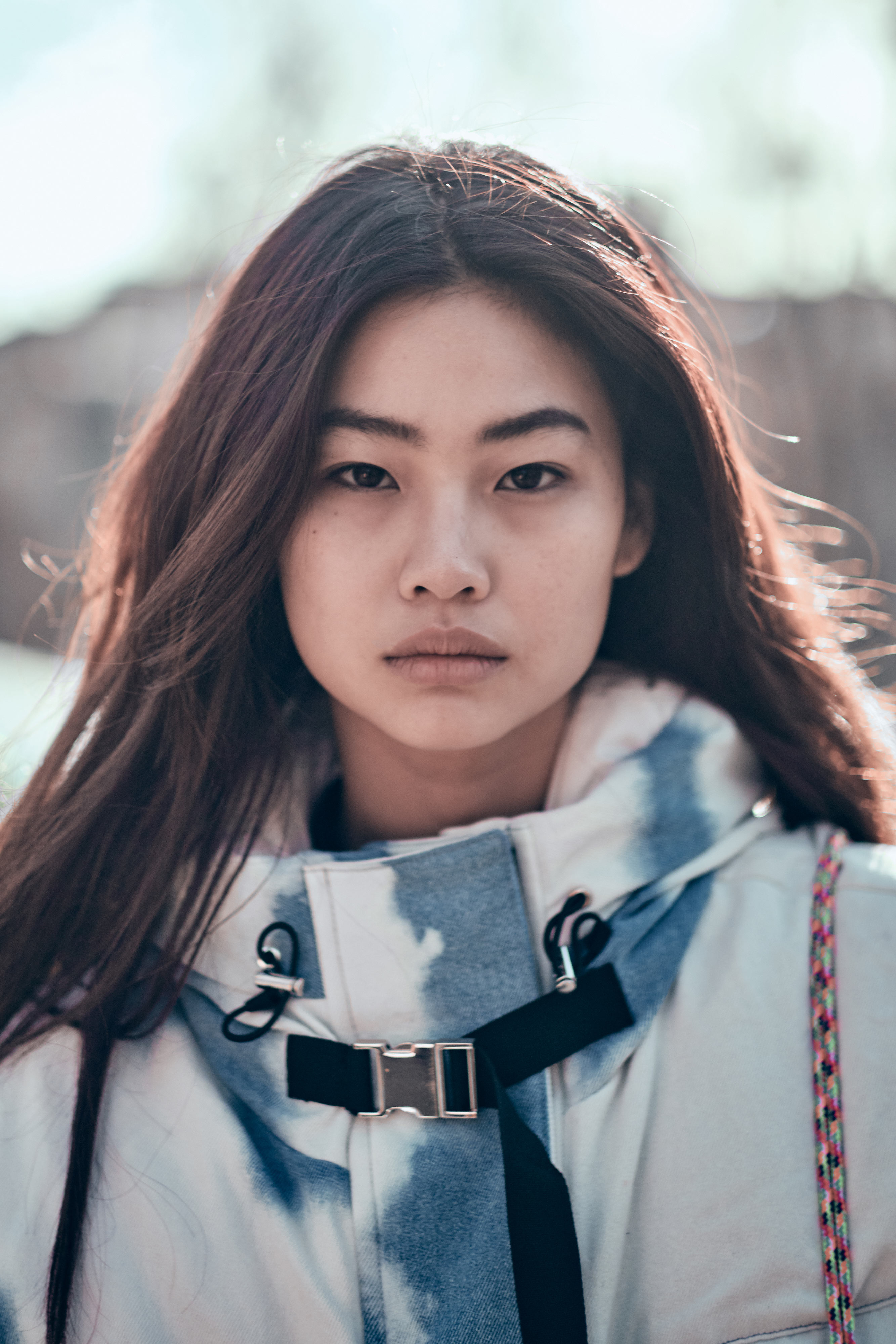
Jung en 2019

Jung decidió comenzar su carrera en la actuación debido a la corta vida útil de las carreras de modelo, que sintió a medida que su trabajo como modelo comenzó a disminuir. Mientras modelaba en el extranjero, Jung regresaba periódicamente a Corea del Sur durante las vacaciones para tomar lecciones de actuación y tomó tres meses de lecciones de actuación en total. También mejoró su inglés para ayudarla a aprender actuación. En enero de 2020, Jung firmó con la agencia de talentos coreana Saram Entertainment. Hizo su debut actoral en el K-drama de Netflix Squid Game del 2021 en el que interpretó a Kang Sae-byeok, una desertora norcoreana y carterista que necesita dinero para mantener a su hermano menor y localizar a su madre en Corea del Norte. Un mes después de firmar con Saram, le dieron tres escenas del guion del programa y audicionó para el papel a través de un video mientras estaba en Nueva York para la Semana de la Moda. Luego, el director Hwang Dong-hyuk le pidió que volviera a hacer una audición en persona en Corea del Sur, donde le dieron el papel de inmediato.
Estudió para el papel de Sae-byeok practicando el dialecto Hamgyŏng de su personaje con desertores norcoreanos reales, viendo documentales sobre desertores norcoreanos y aprendiendo artes marciales. También se basó en sus propios sentimientos de soledad mientras modelaba en el extranjero para construir el personaje y escribió un diario desde la perspectiva de su personaje. Sae-byeok se convirtió en un favorito de los fanáticos, y los críticos llamaron a Jung la estrella revelación de Squid Game. Por su actuación en el programa, Jung ganó el Premio del Sindicato de Actores de la Pantalla a la Actuación Destacada de una Actriz en una Serie Dramática en el28º Premios del Sindicato de Actores de Pantalla. Esta nominación la convirtió en la segunda actriz de ascendencia asiática y coreana en recibir una nominación individual al Premio SAG. Su victoria, junto con la de su coprotagonista Lee Jung-jae ganando el premio masculino respectivo, hizo historia para que el programa se convirtiera en la primera serie de televisión en un idioma no inglés en ganar los Premios SAG. También fue nominada junto con sus coprotagonistas al Premio del Sindicato de Actores de la Pantalla a la Actuación Sobresaliente de un Conjunto en una Serie Dramática. En noviembre de 2021, firmó un contrato con Creative Artists Agency ., una agencia de talentos estadounidense.  Apareció en el video musical de The Weeknd " Out of Time " en 2022.

## Vida personal
Jung estuvo en una relación con el actor Lee Dong-hwi desde 2015 hasta su ruptura en 2024.

## Filmografía

### Series
| Año  | Título               | Rol            | Distribuidor | Notas                         | Ref.          |
| ---- | -------------------- | -------------- | ------------ | ----------------------------- | ------------- |
| 2021 | El juego del calamar | Kang Sae-byeok | Netflix      | Serie web                     | [ 52 ] [ 53 ] |
| 2024 | Nugget de pollo      | Hong Cha       | Netflix      | Serie web, aparición especial | [ 54 ]        |
| TBA  | Disclaimer           | -              | Apple TV+    |                               |               |

### Películas
| Año | Título          | Rol     | Distribuidor         | Ref. |
| --- | --------------- | ------- | -------------------- | ---- |
| TBA | The governesses | -       | A24                  |      |
| TBA | Hope            | Sung-ae | Plus M Entertainment |      |
| TBA | The hole        | Sandy   | -                    |      |

### Apariciones en videos musicales
| Año  | Artista      | Título de la canción | Duración | Ref.   |
| ---- | ------------ | -------------------- | -------- | ------ |
| 2013 | Lee Hyori    | "Going Crazy"        | 3:44     |        |
| 2014 | 100%         | "Beat"               | 3:50     | [ 55 ] |
| 2014 | Kim Yeon-woo | "Move"               | 4:09     | [ 56 ] |
| 2019 | Hot Potato   | "Taste of Acid"      | 4:12     |        |
| 2022 | The Weeknd   | "Out of Time"        | 3:53     | [ 57 ] |
| 2023 | NewJeans     | "Cool With You"      | 4:00     |        |

### Programas de TV
| Año       | Título                                 | Rol        | Distribuidor | Ref.   |
| --------- | -------------------------------------- | ---------- | ------------ | ------ |
| 2013      | Challenge! Supermodel Korea 4          | Ella misma | On Style     |        |
| 2014-2015 | The Most Beautiful Days                | Ella misma | MBC Every1   |        |
| 2015      | How to Fit                             | Ella misma | On Style     |        |
| 2016      | Devil's RUNWAY                         | Ella misma | On Style     |        |
| 2016      | Travel Without a Manager Season 2      | Ella misma |              |        |
| 2021      | The Tonight Show Starring Jimmy Fallon | Ella misma | NBC          | [ 52 ] |

## Premios y nominaciones
| Año  | Premio                          | Categoría                                                   | Trabajo    | Resultado |
| ---- | ------------------------------- | ----------------------------------------------------------- | ---------- | --------- |
| 2022 | 58th Baeksang Arts Award        | Best New Actress                                            | Squid Game | Pendiente |
| 2022 | 28th Screen Actors Guild Awards | Outstanding Performance by a Female Actor in a Drama Series | Squid Game | Ganadora  |
| 2021 | 2021 Asia Artist Award          | U+ Idol Live Popularity Award (Actriz)                      | -          | Ganadora  |